# Ахмадинуров, Рустем Маратович
Рустем Маратович Ахмадинуров (род. 11 апреля 1968, г. Уфа, Башкирская АССР) — российский учёный и политик, доктор социологических наук (2003), профессор(2006), действительный член Российской Академии социальных наук (2007), руководитель дирекции Школы российской политики в Республике Башкортостан. Депутат Государственного собрания — Курултая Республики Башкортостан пятого, шестого и седьмого созыва. 23 апреля 2020 года избран заместителем председателя Государственного собрания — Курултая Республики Башкортостан.

## Биография
Родился 11 апреля 1968 года в городе Уфе Башкирской АССР. Окончил Башкирский государственный педагогический университет.
Трудовую деятельность начал в 1990 году председателем профсоюзного комитета студентов Башкирского государственного педагогического института.
В 1996—1997 г. — заместитель начальника отдела по делам ветеранов и организации социальной помощи Министерства социальной защиты населения Республики Башкортостан;
В 1997—1999 г. — заместитель начальника отдела финансирования аппарата управления и социальной защиты населения Министерства финансов Республики Башкортостан;
В 1999—2002 г. — руководитель Регионального исполкома ОПОО (партии) «Отечество»;
В 2003 году защитил докторскую диссертацию по теме «Региональный рынок труда и социальные механизмы его регулирования»
В 2002—2003 г. — заместитель руководителя Регионального исполкома — начальник отдела по связи с общественностью партии «Единая Россия»;
В 2003—2004 г. — руководитель Территориального представительства Федеральной службы по финансовым рынкам в РБ;
С 2004 года по сентябрь 2016 года — директор Уфимского филиала РГСУ, с 2017 года по 2022 г. — советник при ректорате Российского государственного социального университета.
С июня 2017 года по ноябрь 2018 года — Генеральный директор Спортивного клуба «Зоркий» (Красногорск).
С января 2019 по март 2022 года — руководитель Башкортостанского регионального исполкома партии «Единая Россия».
С апреля 2020 года — заместитель председателя Государственного Собрания — Курултая Республики Башкортостан.
С октября 2023 года — советник Главы Республики Башкортостан по спорту.

### Научная деятельность
Является автором более 80-ти научных и научно-методических работ, в том числе трех монографий и пяти учебно-методических пособий с грифом УМО. Одна из последних монографий — «Экономическое пространство социальной работы» представляет особый научный и практический интерес: в ней собран уникальный эмпирический материал по экономическому обеспечению социальной сферы Республики Башкортостан.

### Общественная работа
1990—2000 г. — член ЦК профсоюза народного образования и науки РФ и председатель Лиги студенческих профсоюзов РБ;
2000—2006 г. — член Общественного Совещания при Президенте РБ;
С 2006 г. — по настоящее время — руководитель БРО Национального общественного комитета «Российская семья»;
С 2010 года — руководитель дирекции Школы российской политики.
С 2013 по сентябрь 2018 годы — председатель Экспертного совета Госсобрания РБ по молодёжной политике.
С сентября 2017 по октябрь 2018 года — руководитель Аппарата Общественной Палаты го Красногорска.
С января 2019 года по март 2022 года — заместитель Секретаря Регионального отделения партии «Единая Россия».
С февраля 2019 года по н.в. — председатель Попечительского совета ХК «Кировец» Уфа.
Организовал ряд республиканских общественных проектов, среди которых — «Народный университет Третьего возраста», «Приведи ребёнка в спорт», «Молодёжное правительство». Является президентом Футбольного клуба госслужащих «Ватан» Республики Башкортостан. Наставник кадрового проекта «Лидеры Башкортостана».

## Семья
Женат, в семье две дочери.

## Награды и звания
Награждён почетной медалью «100 лет профсоюзам», медалью Национального общественного комитета «Российская семья» «За гуманизм и милосердие», почетными грамотами Правительства Республики Башкортостан за большой вклад в дело подготовки высококвалифицированных кадров для республики, а также активную общественно-политическую деятельность.
Доктор социологических наук, профессор.
Медаль «За вклад в науку им П.Сорокина» (2012).
Заслуженный работник социальной защиты населения РБ (2013).
Медаль «Участнику военной операции в Сирии» (2018 г.).
Орден Григория Аксакова (2020). За плодотворную государственную, общественную и благотворительную деятельность.
Орден Салавата Юлаева (2022). За плодотворную государственную и общественную деятельность